# Protracheoniscus ranzi
Protracheoniscus ranzi är en kräftdjursart som beskrevs av Hans Strouhal1948. Protracheoniscus ranzi ingår i släktet Protracheoniscus och familjen Trachelipodidae. Inga underarter finns listade i Catalogue of Life.